# Губен
Губен (њем. Guben) град је у њемачкој савезној држави Бранденбург. Једно је од 30 општинских средишта округа Шпре-Најсе. Према процјени из 2010. у граду је живјело 20.049 становника. Посједује регионалну шифру (AGS) 12071160.

## Географски и демографски подаци
Губен се налази у савезној држави Бранденбург у округу Шпре-Најсе. Град се налази на надморској висини од 45 метара. Површина општине износи 43,8 km². У самом граду је, према процјени из 2010. године, живјело 20.049 становника. Просјечна густина становништва износи 458 становника/km².

## Међународна сарадња
| Мјесто | Држава | Врста сарадње | Од    |
| ------ | ------ | ------------- | ----- |
| Губин  | Пољска | партнерство   | 1991. |
| Извор  |        |               |       |